# Државни празници у Турској
Празници (bayram) се славе и испољавају кроз многобројне активности које су уобичајене у складу са традицијом. Прославе празника одражавају културни идентитет нације и омогућују испољавање колективних осећања. Карактеристика празника је да их обележавају сви чланови заједнице. Празници су повезани са одређеним датумом у години када се обележавају и стога чине колективну манифестацију. Најзначајније функције празника су:
- Интегративна функција, јер они окупљају чланове заједнице, поспешују солидарност међу њима и развијају заједничке вредности.
- Покретачка функција, јер манифестација обичаја, спровођење церемонија и организовање активности који се базирају наустаљеној традицији одржавају друштво виталним и активним.
- Образовна функција, јер подучавају нове генерације да усвоје и пренесу знања о обичајима и заједничким вредностима друштвене заједнице.
- Емотивна функција, јер доприноси осећању заједништва, среће и задовољства.

Празници могу бити државни и верски.

## Национални празници (Milli Bayramlar)

### Дан Републике (Cumhuriyet Bayramı)
Република Турска основана је 29. октобра 1923. године, након окончања Рата за независност (Kurtuluş Savaşı) који је трајао од 1919. до 1922. године. Рат је дефакто завршен потписивањем примирја у Муданији (Mudanya) 11. октобра 1922. године, а званично окончан потписивањем Лозанског уговора 24.јула 1923. године. Дана 29. октобра 1923. године проглашена је република, а Мустафа Кемал Ататурк је изабран за првог председника Републике.

### Дан победе (Zafer Bayramı)
Турска војска је 30. августа 1922. године опколила и највећим делом уништила непријатељску војску. Историјска битка код Думлупинара (Dumlupınar) трајале је од 26. до 30. августа 1922. године и њом је командовао лично Мустафа Кемал Ататурк због чега је названа " Битка врховног команданта".

### Дан деце и националног суверенитета (Ulusal egemenlik ve çocuk bayramı)
23. април се слави као дан деце и дан националног суверенитета. На овај дан 1920. године основан је турски парламент под називом Велика народна скупштина Турске (TÜRKİYE BÜYÜK MİLLET MECLİSİ). Поводом овог значајног историјског догађаја, Ататурк је овај празник посветио деци.

### Дан омладине и спорта и Дан сећања на Ататурка (Atatürk'ü Anma, Gençlik ve Spor Bayramı)
19. мај је празник омладине и спорта, као и дан сећања на Ататурка. Ататурк 19. маја 1919. године стиже бродом " Бандирма" из Истанбула у црноморску луку Самсун, који су биле заузеле енглеске трупе. Овај дан се узима као почетак рата за независност, против државе Антанте. Ататурк је овај дан посветио младима.
Поред ових празника у Турској се обележавају и два међународна празника: Нова година и 1. мај (почев од 2009. године)

## Верски празници (Dini Bayramlar)
Верски празници у исламској религији се рачунају према лунарном календару чија је година такође подељена на 12 месеци, али пошто се равна према месечевим менама, краћа је од соларне године за око 10-11 дан. Зато се верски празници сваке године славе за толико дана раније, па се може рећи да су они покретни празници јер не падају у исти датум соларне године на којој се базира календар западне цивилизације. Из тог разлога, главни верски празници, бајрами, према неким рачунањима сваке 33. године, а према некима сваке 36. године падају у исти дан.
Два најзначајнија Верска празника су Рамазански Бајрам и Курбан Бајрам, они су такође званични празници и нерадни дани.

## Рамазански Бајрам ( Ramazan Bayramı)
Рамазански Бајрам представља прва три дана месеца шевал. Рамазан је један од посебних месеци у исламу. Једна од пет основних дужности сваког муслимана је и пост које се проводи у овом месецу. Током тридесет дана рамазана муслимани морају да се уздржавају од хране, пића и полног контакта, и то од зоре па до заласка сунца. По истеку овог месеца следи месец шевал. Прва три дана тог месеца је један од два празника у Исламу, Рамазански бајрам (1., 2. и 3. дан у месецу). Њиме се обележава крај поста.
Муслимани у Србији обично честитају Рамазански бајрам речима: Бајрам-шериф мубарек олсун!
Сви муслимани за време бајрама морају бити лепо одевени и миришљави. Обично се облачи одећа беле боје. Када сване јутро вјерници мушког пола одлазе на сабах намаз. Такође, кућа треба да је чиста, а мушкарци обилазе своју породицу и гробља, док жене остају код куће. Најчешће посластице које се праве су баклава и халва.

#### Курбан Бајрам (Kurban Bayramı)
Курбан Бајрам је други од два вјерска празника који прослављају муслимани широм свијета. Он представља поштовање воље Ибрахима да жртвује свога сина, као чин покорности Божијој вољи, прије него што је Бог интервенисао преко свог анђела Џибрила, који га је обавјестио да је жртва већ примљена. Месо жртвоване животиње се дијели на три дијела. Породица задржава једну трећину; другу трећину дају родбини, пријатељима и комшијама; трећа трећина се даје сиромашнима и угроженима.
У лунарном исламском календару, Курбан-бајрам почиње десети дан мјесеца Зу ел Хиџа и траје четири дана. У међународном (грегоријанском) календару, дани варирају од године до године, помјерајући се једанаест дана раније сваке године.
Курбан-бајрам је посљедњи од два бајрамска празника, док је први Рамазански бајрам. Основа за празновање Курбан-бајрама долази из 196. ајета из суре Ел Бекара, друге најдуже суре у Курану. Ријеч „бајрам” се јавља и у сури Ел Мејда, петој сури у Курану, и значи „свечани празник”.
Као Рамазански бајрам, и Курбан-бајрам почиње са сунет-намазом са два реката које прати хутба. Прослава Курбан-бајрама почиње доласком ходочасника на хаџилуку, од планине Арафат, која се налази источно од Меке. Бајрамска жртва се може прињети све до заласка сунца 13. дана Зу ел Хаџа. Дани бајрама су записани у Хадису као „дани сјећања”. Дани Ташрика почињу са сабах намазом 9. дана Зу ел Хиџа и трају до икиндија намаза 13. дана Зу ел Хиџа (5 дана и 4 ноћи). Укупно 23 молитве: двадесет од 9. до 12. дана и три 13. дана.

## Свете ноћи (Kandiller) и остали верски празници
Поред наведених празника који су у исто време и нерадни дани, постоје и други значајни празници који се обележавају радно. Међу њима посебно место заузимају свете, благословене ноћи зване Кандил.

##### Ноћ правдања (Berat Kandili)
Благословена ноћ, 14. ноћ месеца шабана (şaban). Муслимани ову ноћ посматрају као ноћ опроштаја грехова, па је проводе у клањању и молитвама.

##### Ноћ судбине (Kadir Gecesi)
Ово је 27. ноћ месеца Рамазана. Муслимани ову ноћ сматрају најсветијом јер се, по предању, у њој посланику Мухамеду јавила прва Божја објава.

##### Ноћ успећа (Miraç Kandili)
Ово је 27. ноћ месеца реџепа (recep), ноћ у којој је, по муслиманском веровању, Мухамед отишао на небо.

##### Ноћ жеља (Regaip Kandili)
Ова света ноћ наступа уочи првог петка месеца реџепа по муслиманског календару. Те ноћи се, наводно, Мухамедов отац, Абдулах срео са својом супругом Емином и с њом зачео Мухамеда, Божјег посланика.

##### Мевлид (Mevlud)
То је празник који се слави у част Мухамедовог рођења, 12. дана месеца ребиул- евела (REBİÜLEVVEL). Том приликом се у џамијама, верским школама, свечаним академијама и по кућама рецитује или пева истоимени спев, испеван у славу Мухамеда.
Обележавају се и други важни верски празници као што су:

##### Ашуре (Aşure)
То је празник који пада 10. дана месеца мухарема, првог месеца у хиџретском календару, који се поред месеци реџеп, зулкада и зулхиџа, сматра благословеним, светим месецом. Име је добио по арапском броју 10(ашра). Сунити обележавају овај празник као дан у којем се Божјим посланицима десило више важних догађаја. Један од њих је и веровање да се тог дана посланик Ноје спасао од потопа. Када је Нојева барка пристала на копно након великог потопа, верници су од залиха хране које су биле на измаку направиле јело под именом ашура, направљено од разних врста житарица, сушеног воћа, поврћа и дели се пријатељима и родбини.
Шиити пак овај дан обележавају као дан туге у знак сећања на погибију имама Хусејина код Кербеле.
Поред ових, треба споменути најзаступљеније празнике и обреде појединих верских заједница и дервишких редова, који се локално обележавају, али имају велики значај међу њиховим следбеницима. То су:

##### Шеби Арус (şeb-i Arus)
Овај дан обележавају припадници суфијског дервишког реда мевлевија, у свету познати као " дервиши који плешу". То је дан сећања на 17. децембар 1273. године када је зачетник овог реда, мистични песник Мевлана Џелалудин Руми ( 1207-1273) напустио овај свет и по свом веровању похрлио да се сретне са Богом, односно са вољеним, по чему је ова ноћ добила име. Због тога је својим пријатељима оставио у аманет да не тугују после његове смрти. Тог дана мевлевије прво читају стихови из Курана, а касније изводе групни плес. Мевланини крајње толерантни и и етички ставови садржани су у 7 најчешће цитираних мудрих савета од којих последњи гласи: " Или изгледај онакав какав јеси, или буди онакав какав изгледаш". Захваљујући својој поезији која се обраћа свим људима Мевлана је постао симбол мира и толеранције. Универзалне вредности његове филозофије допринеле су да мевлевијски ритуал "сема" буде учршћен на Унескову листу нематеријалне културне баштине, као и да Унеско 2007. годинупрогласи и прослави као светску годину Мевлане Џелалудина Румија.

##### Обред "џем" (Ayin-i Cem)
Ово је верски обред који у Турској упражњавају припадници дервишког реда бекташије и (односно) алевити. Централна верска церемонија код алевита и бекташија се зове "џем" и обавља се у богомољама које се називају куће (cemevi). Церемонијом руководи верски старешина деде (deda) или баба (otac). Овај обред је затвореног типа и могу мз присуствовати само особе које су дале заклетву. У обреду равноправно учествују мушкарци и жене, које немају обавезу да покрију главу. И овај обред, заједно са мевлевијском семом, је нашао место на Унесковој листи нематеријалне баштине.

## Сезонски празници

###### Невруз (Nevruz Bayramı)
Невруз је празник пролећа. Он означава почетак пролећа, почетак новог циклуса и почетак нове године. Овај сезонски празник обележавају народи, етничке групе и верске заједнице у Анадолији, на Блиском истоку, у предњој Азији, као и на Балкану.
Невруз је персијска сложеница састављена од речи нев(нов) и руз(дан). Овај дан је први дан нове године према иранском календару џелали, који представља реформисани староперсијски календарски систем, који је 1079. године својим прецизним прорачунима кориговао и утврдио један од најпознатијих персијских песника Омер Хајам.У свим ритуалним радњама и обичајима који се у Турској спроводе током празновања Невруза видљиви су елементи древне културе, старих веровања, митова, легенди, традиције и обичаја. Почетак празновања подразумева темељно чишћење куће и дворишта, као и куповину нове одеће укућанима. У неким областима се практикује одлазак на гробље. Најважнија карактеристика празника Невруз је међусобно помагање и издражавање солидарности и љубави. Помаже се сиромашнима и болеснима. Невруз је славље новог почетка и буђења природе и исказује жељу за благостањем и берићетом. Овај празник се налази на Унесковој листи нематеријалне баштине.

###### Хидрелез (Hidrellez)
Ако се зна да су турски народи славили долазак пролећа у зависности од климатских услова у којима су живели, може се рећи да данас празник Хидрелез симболизује пролеће које је већ стигло и најављује почетак лета. Хидрелез се слави 6. маја. По веровању турских и других блискоисточних народа, овог дана су срела два свеца, Хидир и Илијас. Спајањем њихових имена празник је добио назив. Хидрелез је такође празник радости и оптимизма.